# Roni (Nigeria)
Roni è una città della Repubblica Federale della Nigeria appartenente allo Stato di Jigawa. È capoluogo dell'omonima area a governo locale (local government area) che si estende su una superficie di 322 km² e conta una popolazione di 77.819 abitanti.